# جورج راي (مهندس معماري)
جورج راي (بالإنجليزية: George Rae)‏ هو مهندس معماري أسترالي، (و. 1901  م).